# Sabbioneta

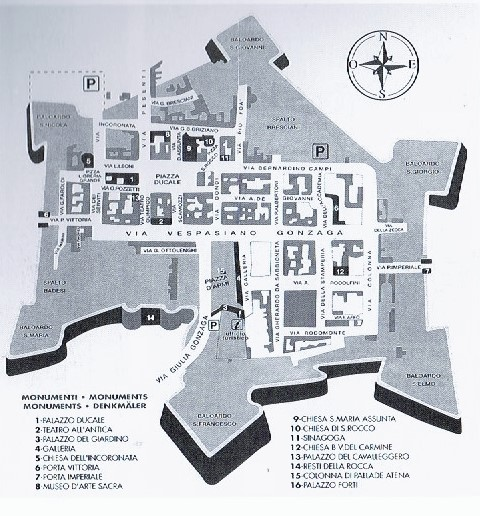
Die gesamte Stadtanlage mit ihren historischen Bauten

Sabbioneta ist eine italienische Renaissancestadt mit 4097 Einwohnern (Stand 31. Dezember 2023) in der Poebene zwischen Parma und Mantua in der Lombardei. Die für die Größe der Stadt beeindruckende, komplett restaurierte Stadtmauer ist in Form eines unregelmäßigen Sechsecks mit sternförmig vorspringenden Bastionen angelegt. Zwei Stadttore erschließen die Stadt: Die Porta Vittoria (um 1565) und die Porta Imperiale (1579). Zwei zusätzliche Zufahrtsstraßen wurden um 1900 angelegt.
2008 wurden die Altstädte von Sabbioneta und Mantua gemeinsam in die UNESCO-Liste des Weltkulturerbe aufgenommen. Sabbioneta ist auch Mitglied der Vereinigung I borghi più belli d’Italia (Die schönsten Orte Italiens).

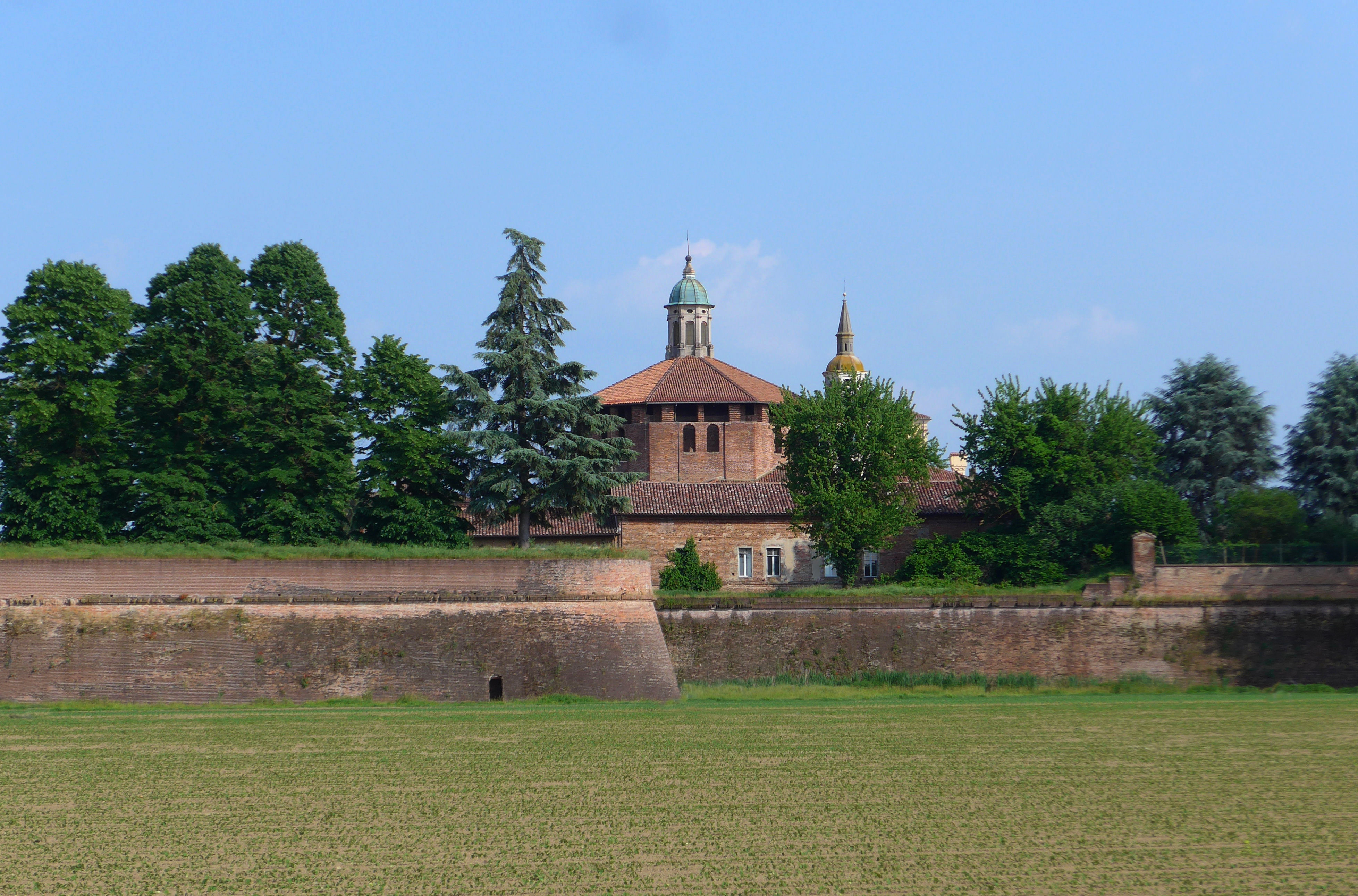
Sabbioneta

## Geschichte
Vespasiano Gonzaga (1531–1591), Herzog von Sabbioneta und Abkömmling einer Seitenlinie des Hauses Gonzaga von Mantua, nutzte seine Erfahrungen als Festungsbaumeister in Spanien und Nordafrika, um die väterlicherseits ererbte Stadt und Burganlage zu einer Fürstenresidenz auszubauen. Zwischen 1554 und 1571 wurde Sabbioneta als Idealstadt errichtet und bildete damit die erste autonome Stadtgründung der Renaissance. Hier befindet sich der größte und modernste Galeriebau des Cinquecento in Oberitalien, der in der Kunstwelt bis heute international Beachtung findet, und einer der beiden ältesten freistehenden Theaterbauten Italiens seit der Spätantike, das Teatro Olimpico. Der andere, 1579 begonnen, ist das ebenfalls Olimpico genannte Renaissancetheater in Vicenza.
Die ungewöhnliche, auf den ersten Blick unregelmäßig scheinende Anlage des Grundrisses (ein Quadratraster in einer asymmetrischen sechseckigen Befestigung) wurde vor allem von Jan Pieper (bis 2013 als Professor am Lehrstuhl für Baugeschichte und Denkmalpflege der Rheinisch-Westfälischen Technischen Hochschule in Aachen) erforscht. Pieper entdeckte, dass der von Vespasiano Gonzaga entworfene Stadtraster in seinen Unterteilungen Proportionen der pythagoräischen Musikintervalle benutzt: Große Terz, Quart, Quinte und Großer Ganzton. Dabei hat Gonzaga nach römisch-kaiserzeitlichem Vorbild die Hauptachse der Stadt auf den Punkt des Sonnenaufgangs zu seinem Geburtstag (der 6. Dezember nach dem Julianischen Kalender) ausgerichtet.

## Sehenswürdigkeiten
Von den zahlreichen Bauten im Zentrum sind besonders erwähnenswert:
- Der Herzogspalast (Palazzo Ducale) war der offizielle Amts- und Wohnsitz der Herzöge von Sabbioneta. Besonders erwähnenswert hier sind die kunstvoll geschnitzten Holzdecken und die drei lebensgroßen hölzernen Pferdestatuen mit Reiter, eine davon mit der Figur des Herzogs (s. Abb. unten).
- Die Kirche S. Maria Assunta wurde zwischen 1578 und 1582 erbaut. Glockenturm, Eingangsportal Kapelle und Innendekoration stammen aus dem 18. Jahrhundert.
- Die Synagoge wurde 1824 auf den Grundmauern einer aus früherer Zeit stammenden Synagoge im alten jüdischen Viertel erbaut. Einrichtungsgegenstände stammen aus Vorgängerbauten, teilweise aus dem 16. Jahrhundert.

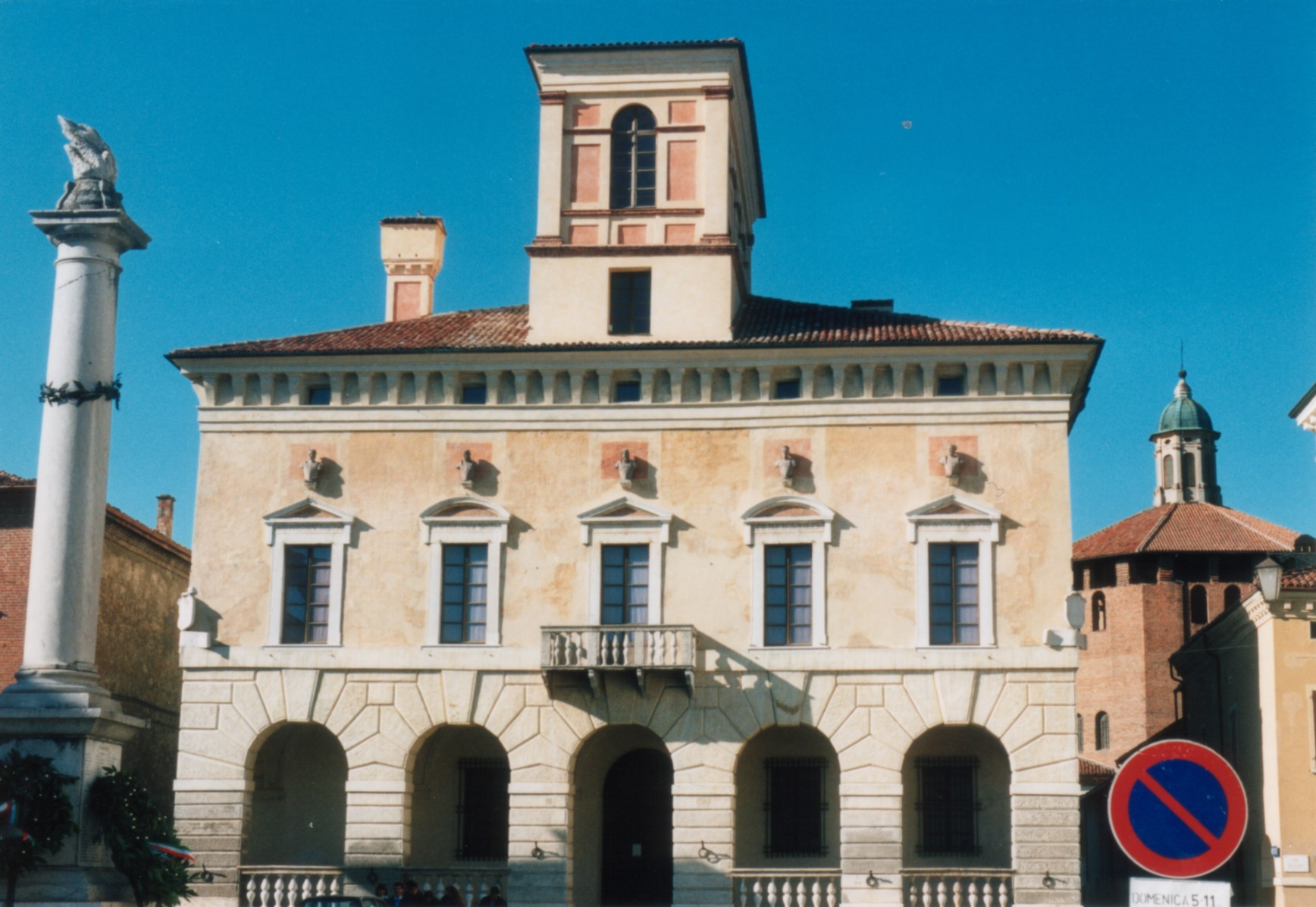
Palazzo Ducale
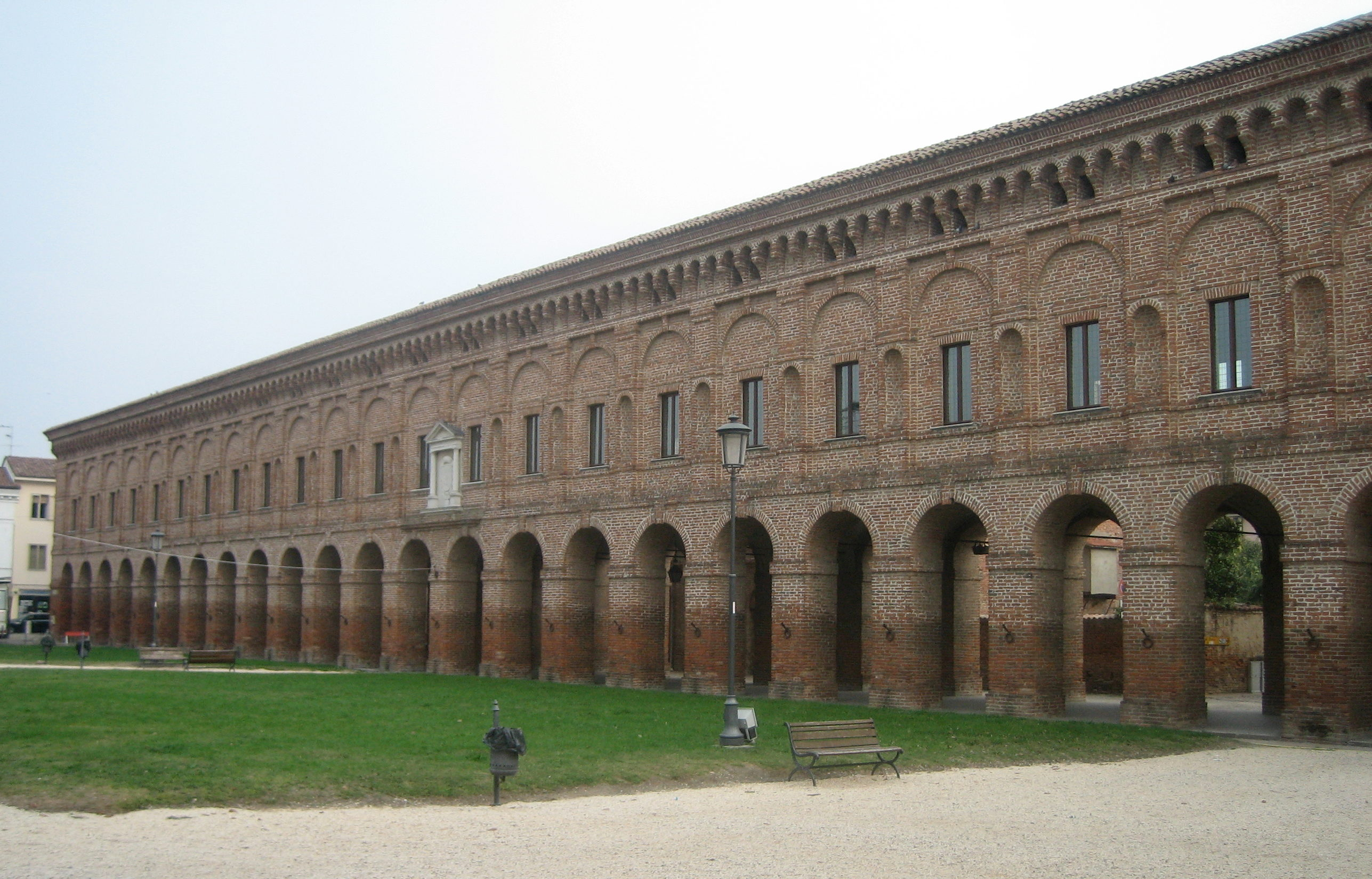
Galleria degli antichi
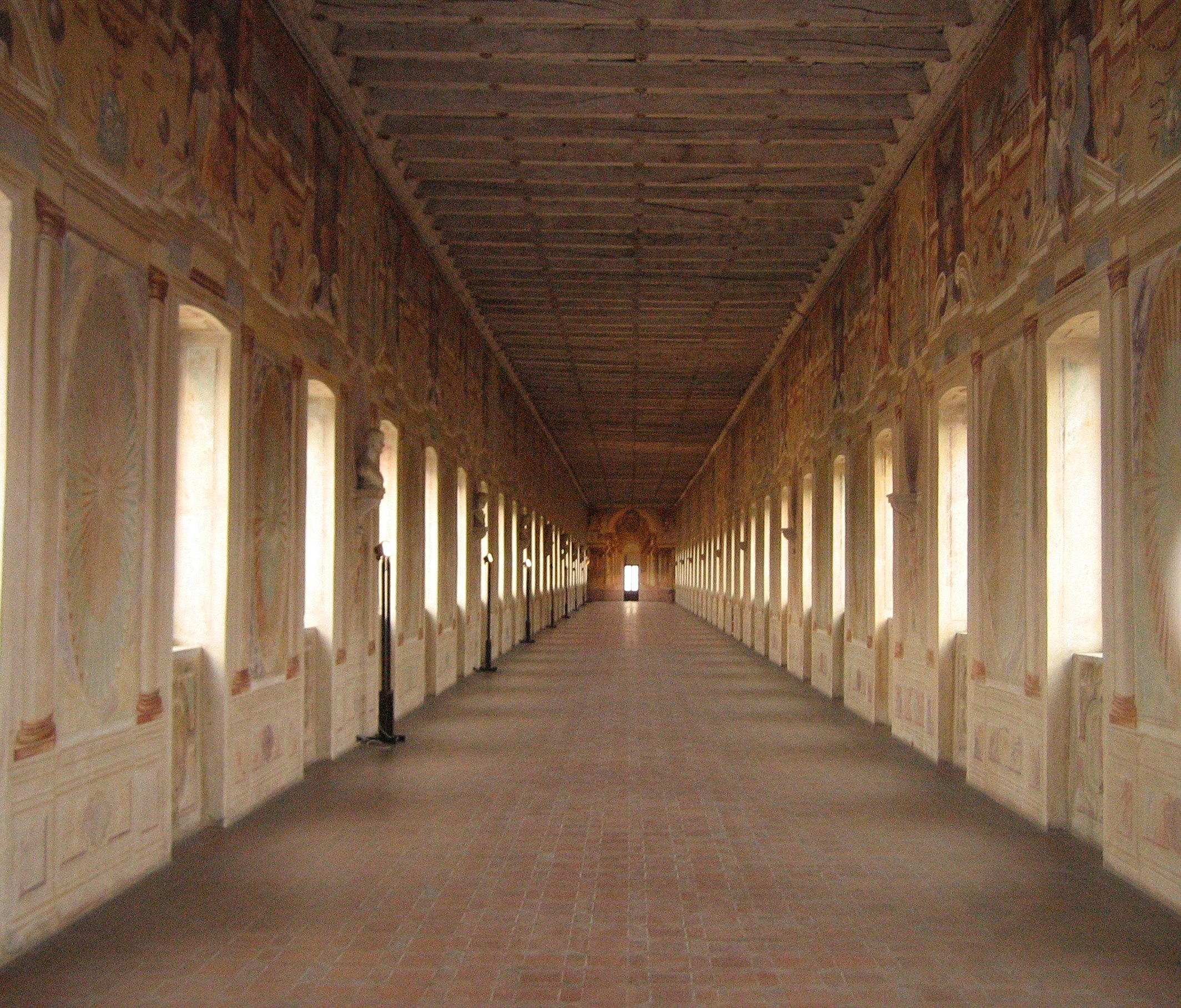
Galleria degli antichi
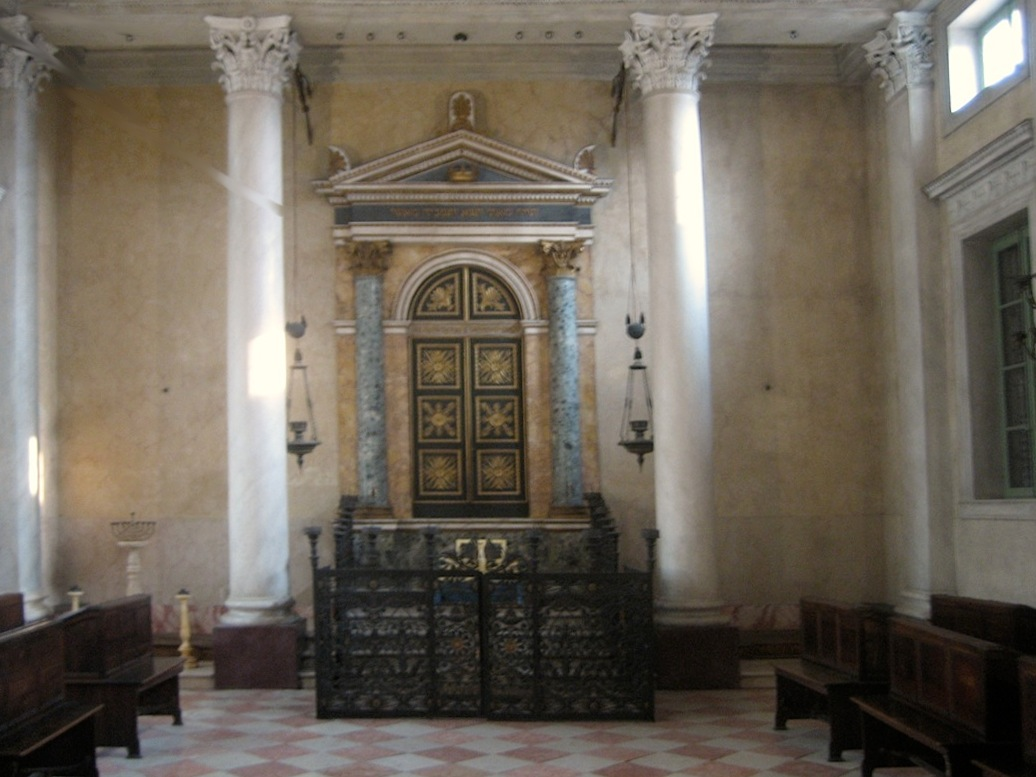
Synagoge

- Die Galerie der Antiken Kunst (Galleria degli Antichi) ließ Vespasiano Gonzaga errichten, um seine Antikensammlung mit 18 Büsten und 32 Marmorstatuen aufzunehmen, die er von seinem Vater Luigi und dem Großvater geerbt hatte. Sie ist mit 96 Metern Länge eine der längsten Renaissancegalerien und gehört zu den größten Sammlungen ihrer Art auf italienischem Boden, neben deren von Farnese, Este und dem Belvedere in Rom.
- Das Teatro Olimpico wurde zwischen 1588 und 1590 von Vincenzo Scamozzi nach dem Vorbild des Teatro Olimpico in Vicenza erbaut. Es ist das erste freistehende Theater Europas, das eigens für diesen Zweck erbaut wurde. Im Innern steht eine Galerie mit korinthischen Säulen, die ein Gesims tragen, auf dem sich griechische Götterfiguren befinden. Das fest installierte Bühnenbild ging im 18. Jahrhundert verloren und wurde vor einigen Jahren dem Original nachgebaut.
- Der Palazzo del Giardino erhielt ein eher schlichtes Äußeres und wurde zwischen 1578 und 1588 errichtet. Da ganz für das Privatleben (‚vita contemplativa‘) des Herzogs reserviert wurde er als suburbane, zweistöckige Villa mit Gartenausblick konzipiert. Seine 15 ausgemalten Räume erhielten Fresken mit mythologischen und historisierenden Szenen.
- Kirche und Kloster der Karmeliter wurden 1683 auf den Grundmauern einer um 1580 von Gonzaga erbauten Kirche errichtet.
- Der Convento dei Servi di Maria wurde zwischen 1588 und 1593 erbaut. Bis 1798 diente er als Unterkunft der Mönche des Ordens der Serviten.
- In der achteckigen Kirche dell’Incoronata, erbaut zwischen 1586 und 1588, ist die Grabkammer des Herzogs Vespasiano Gonzaga sowie seine Bronzestatue, ein Werk von Leone Leoni.

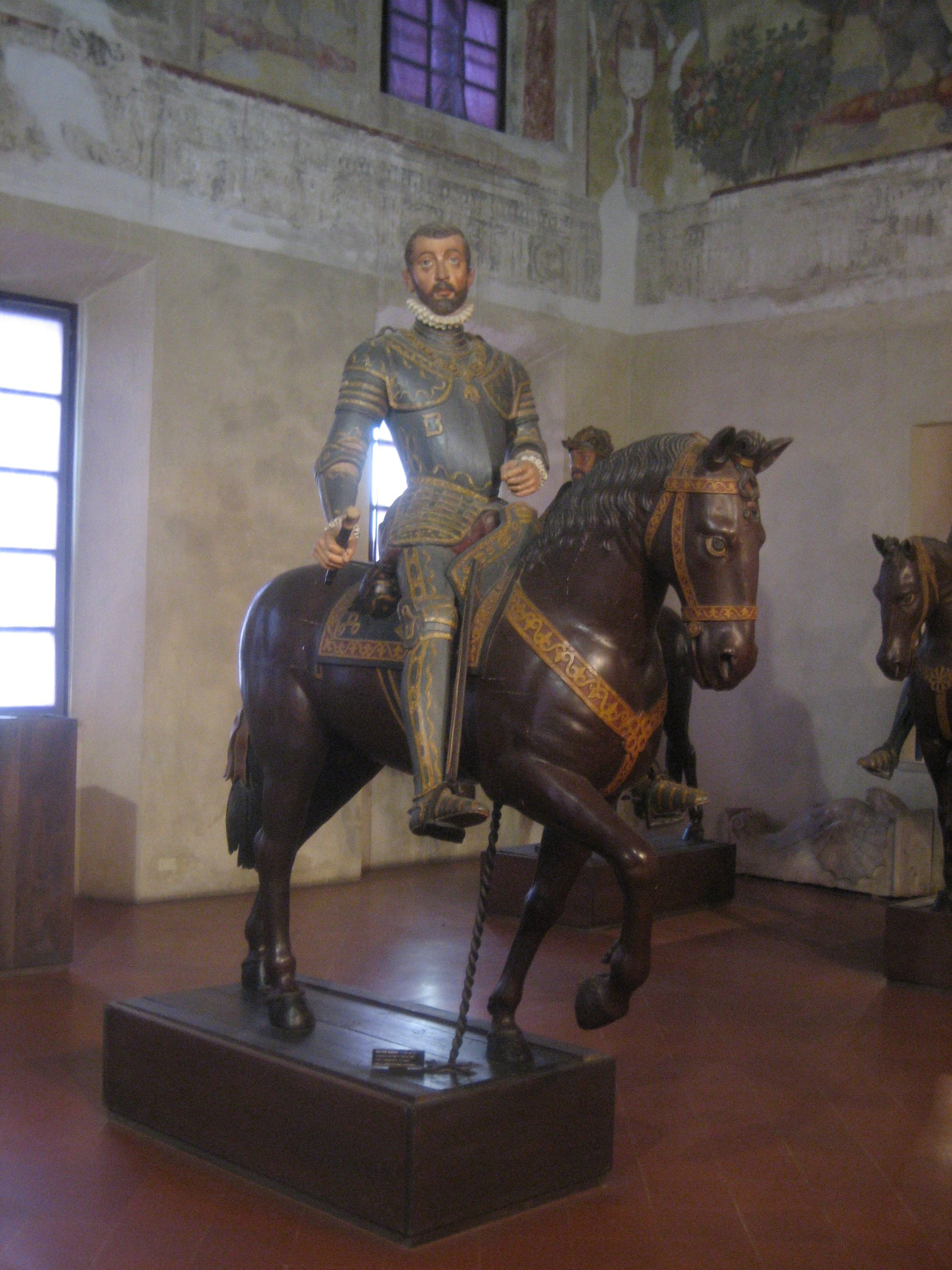
Standbild des Duca
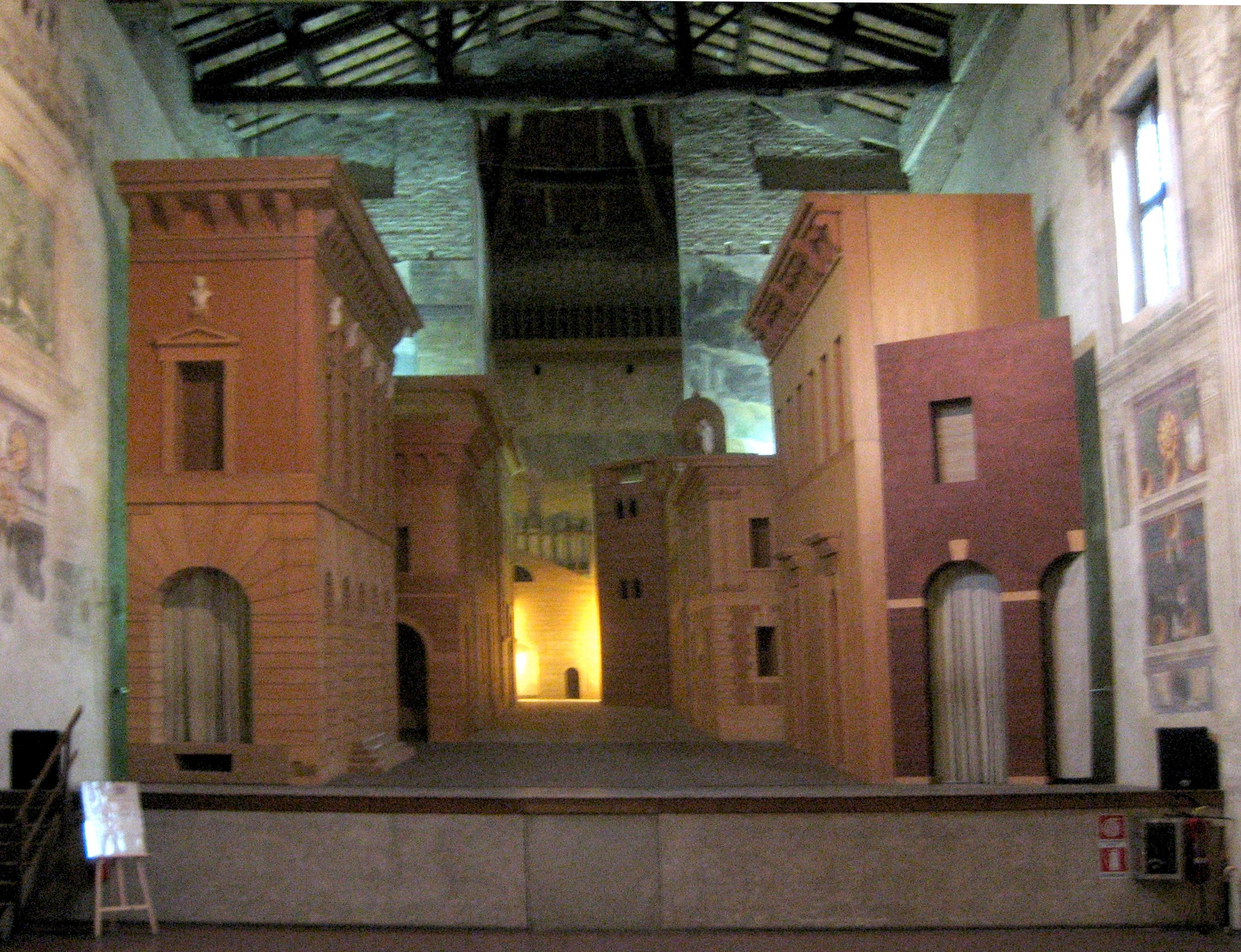
Theaterbühne
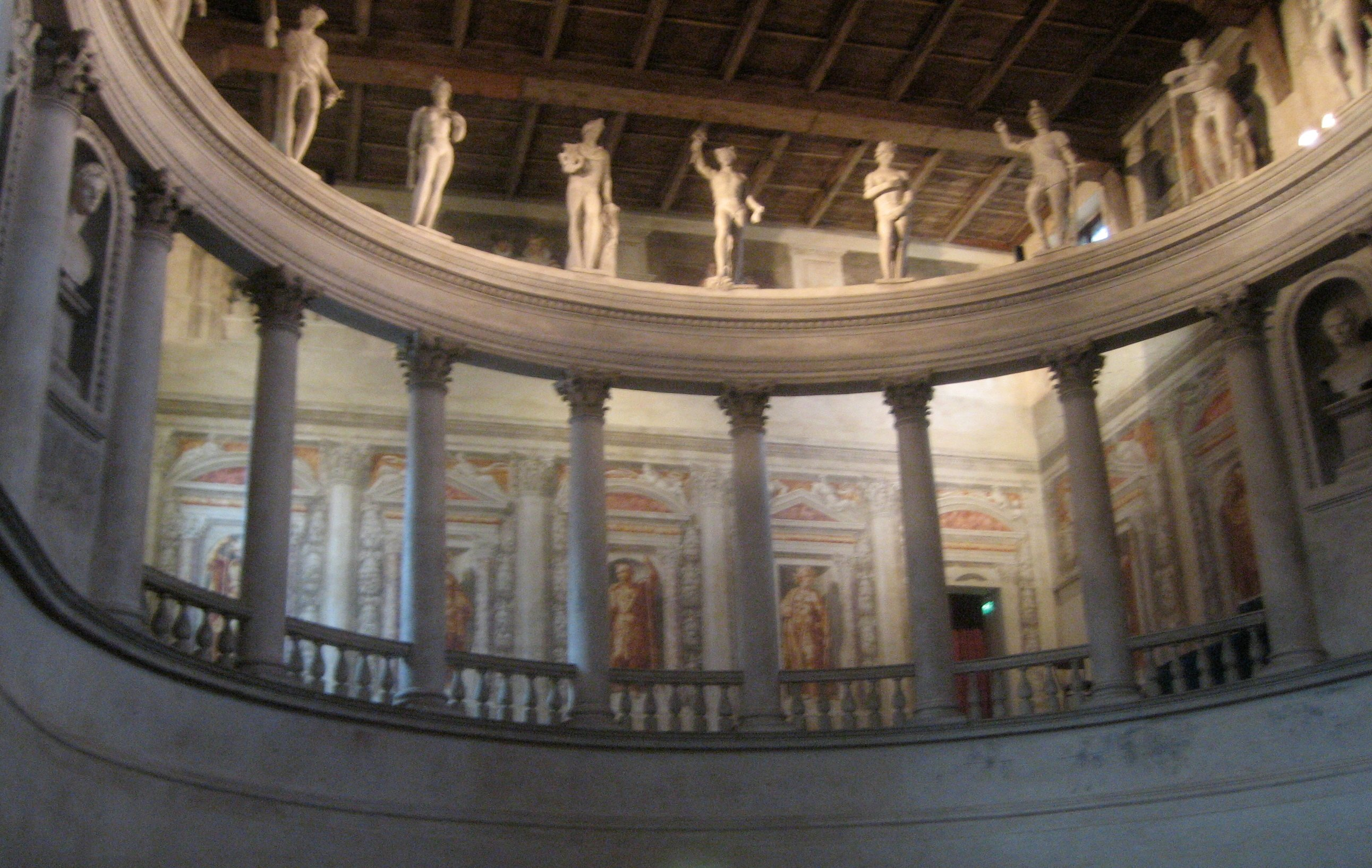
Galerie oberhalb der Zuschauerränge

Nach dem Tod ihres Stadtgründers und Planers Vespasiano Gonzaga verlor die Stadt jedoch immer mehr an Bedeutung, da sie von der Anzahl ihrer Bewohner mehr einem Dorf gleichkam. Sie ist in ihrer baulichen Gestalt aber bis heute nahezu vollständig erhalten.

## Trivia
Die Kulisse der Stadt nutzte 1969 der italienische Regisseur Bernardo Bertolucci für seinen Film Strategia del ragno (deutsch Die Strategie der Spinne).
Seit 2007 hat der Lehrstuhl für Architekturgeschichte der RWTH Aachen über mehrere Jahre die herrschaftlichen Gebäude in Sabbioneta mittels historischer Bauforschungsmethoden untersucht und vermessen. Dazu gab es im November 2015 eine Ausstellung im Reiff-Museum der RWTH Aachen.